# Sorlada
Sorlada – gmina w Hiszpanii, w Nawarze, o powierzchni 6,14 km². W 2011 roku gmina liczyła 63 mieszkańców.